# 명동학교
명동학교(明東學校)는 1908년 김약연(金躍淵)의 주도로 북간도 화룡현 명동촌에 세워진 민족교육기관이다. 1906년에 설립되었다가 1907년 폐교된 서전서숙을 고쳐 명동서숙으로 계승했다. 개교 이래 1925년 폐교까지 17년 동안 총 일천 이상의 애국청년들이 명동학교를 졸업하였다. 서울 상동 교회 출신이었던 정재면은 교사로 학교에 부임하면서 신식 교육과 기독교 교육을 실시하였다.

## 유명 졸업자
명동학교의 출신으로는 윤동주, 송몽규, 문익환, 나운규 등이 있다.